# 祖伊夫齊
50°10′44″N 33°45′21″E / 50.17889°N 33.75583°E
祖伊夫齊（羅馬化：Zuivtsi）是位於烏克蘭中部波爾塔瓦州米爾霍羅德區的村莊，處於普肖爾河左岸，距離切雷夫基2公里，海拔高度104米，2001年人口1,307。